# Jean d'Orléans, duce de Guise
Prințul Jean Pierre Clément Marie d'Orléans, Duce de Guise (n. 4 septembrie 1874, Paris, Île-de-France, Franța – d. 25 august 1940, Larache, Tangier-Tetouan-Al Hoceima⁠(d), Maroc) a fost fiu al lui Robert, Duce de Chartres (1840–1910), nepot al Prințului Ferdinand-Philippe și strănepot al regelui Ludovic-Filip al Franței. Mama sa a fost Marie-Françoise d'Orléans, fiica lui François, Prinț de Joinville și Prințesa Francisca a Braziliei.

## Biografie
După decesul vărului său Philippe de Orléans în 1926, pretendent la tronul Franței ca "Filip al VIII-lea", Ducele de Guise a devenit, cel puțin pentru susținătorii orleaniști, pretendent la tronul Franței ca "Jean al III-lea" . Titlul a fost disputat de membri ai ramurii de Anjou din Spania, descendenți din regele Ludovic al XIV-lea al Franței.

### Căsătorie și copii
La 30 octombrie 1899 s-a căsătorit la Twickenham cu verișoara lui, Isabelle de Orléans. Isabelle era fiica lui Prințul Filip, Conte de Paris și a Prințesei Marie Isabelle d'Orléans.
Cuplul a avut patru copii:
- Prințesa Isabelle de Orléans (1900–1983). Căsătorită prima dată cu Bruno, Conte de Harcourt (1899–1930) și a doua oară cu Pierre Murat, Prinț Murat în 1934.
- Prințesa Françoise de Orléans (1902–1953). Căsătorită cu Prințul Christopher al Greciei în 1929. El a fost fiul regelui George I al Greciei și a reginei Olga. Ei au fost părinții Prințului Mihail al Greciei.
- Prințesa Anne de Orléans (1906–1986). S-a căsătorit cu Amadeo de Savoia-Aoste, Duce de Aoste în 1927.
- Prințul Henri, Conte de Paris (1908–1999).  S-a căsătorit cu Prințesa Isabelle de Orléans-Braganza în 1931.

Jean a murit la Larache, Maroc în 1940.

## Arbore genealogic
1. ↑  Autoritatea BnF, accesat în 10 octombrie 2015